# Lacerta mostoufii
Lacerta mostoufii är en ödleart som beskrevs av  Baloutch 1976. Lacerta mostoufii ingår i släktet Lacerta och familjen lacertider. IUCN kategoriserar arten globalt som otillräckligt studerad. Inga underarter finns listade i Catalogue of Life.